# Tjerkasy stift
Tjerkasy stift är ett ukrainskt-ortodoxt domstift, som återupplivades vid den heliga synoden 9 augusti 1992. Då staden Tjerkasy efter sovjettiden inte längre hade en lämplig kyrka påbörjades då bygget av Sankt Michaelskatedralen i Tjerkasy som stod klar 2002.